# Ritratto di Giulia Gonzaga (Tiziano)
Il Ritratto di Giulia Gonzaga è un dipinto a olio su tela (92x81 cm) di Tiziano, databile al 1530-1539 circa e conservato in una collezione privata.

## Storia
Giulia Gonzaga (1513-1566) era una nobildonna italiana. Era figlia di Ludovico Gonzaga, signore di Gazzuolo, Sabbioneta, Viadana e Casalmaggiore e di Francesca Fieschi. Sposò appena tredicenne nel 1526 il condottiero Vespasiano Colonna (1480-1528), figlio di Prospero Colonna. Nel 1528 suo marito morì lasciandola vedova e Giulia ereditò tutto il suo patrimonio, oltre a diventare tutrice della figliastra. Da quel momento sino al 1535 abitò a Fondi, dove crebbe la sua fama di bellezza, celebrata anche da Ludovico Ariosto. La contessa di Fondi si spostò poi a Napoli a dicembre del 1535, nel convento di San Francesco delle Monache, dove rimase tutta la vita. Il motivo del trasferimento pare essere stato il tentativo del pirata Barbarossa di rapirla, il che le fece apparire la città insicura e per questo l'abbandonò. Morì nel 1566 a Napoli, ma senza essere sepolta nel convento in cui aveva vissuto (come avrebbe voluto), perché fu accusata di diffondere idee pericolose sul cattolicesimo e per questo attirò l'attenzione dell'Inquisizione.

## Descrizione e stile
Il ritratto venne eseguito probabilmente in due fasi: la prima riguarda la quali totalità del dipinto mentre una seconda riguarda il polsino e buona parte del velo. La tela appartenne alla famiglia Capilupi di Mantova e quindi alla famiglia D'Este.